# جيمس سميث (لاعب كريكت أسترالي)
جيمس سميث (20 مارس 1880 بسيدني في أستراليا - 18 يونيو 1958) (بالإنجليزية: James Smith)‏ هو لاعب كريكت أسترالي.

## وصلات خارجية
- جيمس سميث (لاعب كريكت أسترالي) على موقع إي آس بي آن كريك إنفو (الإنجليزية)